# Łącznik warstwowy

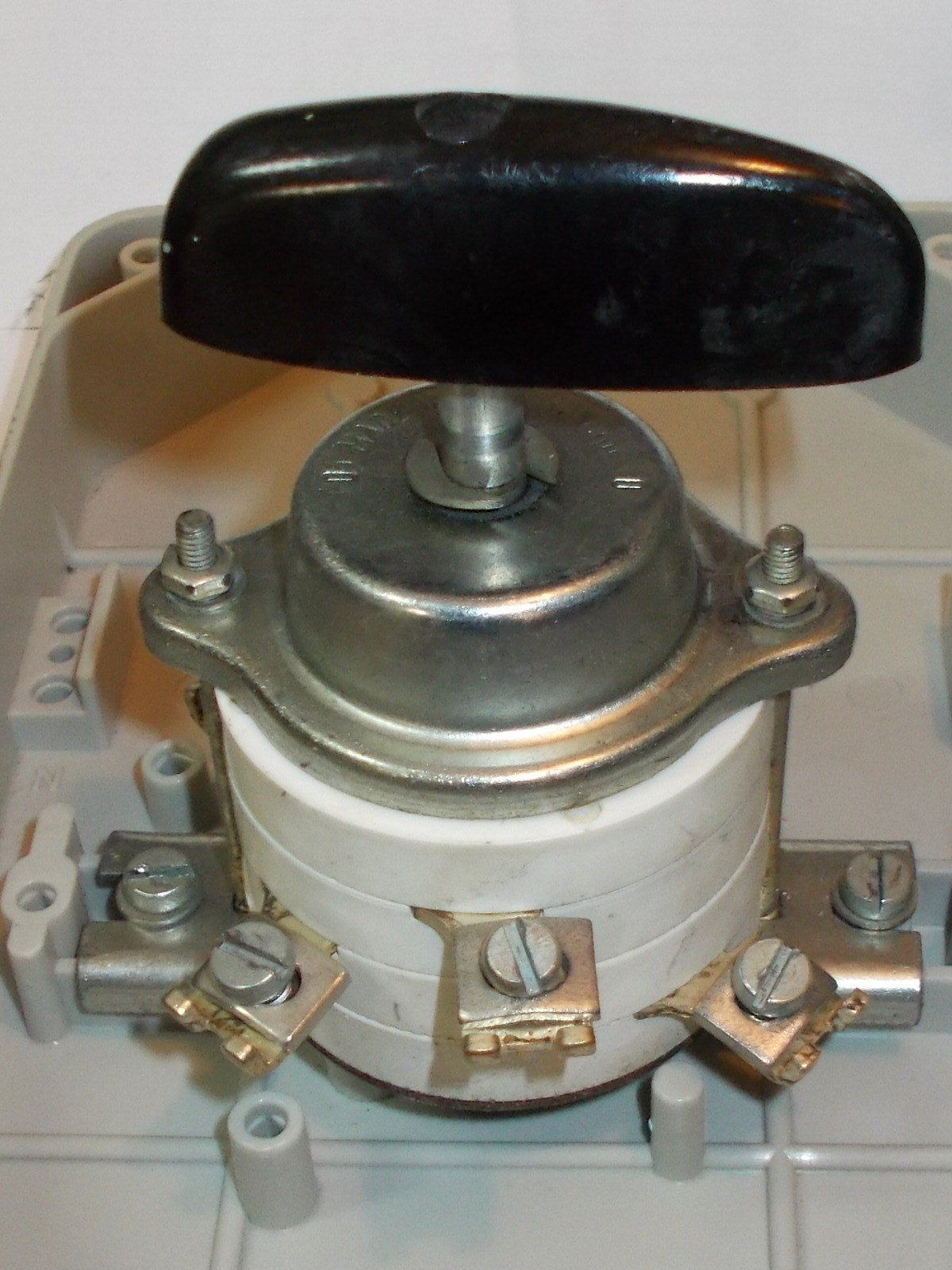
Łącznik warstwowy do montażu zatablicowego.

Łącznik warstwowy – typ łącznika elektrycznego ręcznego niskiego napięcia. Najczęściej stosowany jako łącznik na niewielkie prądy znamionowe.
Głównym elementem mechanizmu sterującego zestykami jest oś obrotowa z umieszczonym na nim pokrętłem. Na osi znajdują się przegrody izolacyjne wewnątrz, których umieszczone są ruchome styki szczękowe. Przy odpowiednim położeniu pokrętła styki te zachodzą na styki nieruchome umieszczone również wewnątrz przegród izolacyjnych. Zaciski do podłączenia przewodów do styków znajdują się na zewnątrz, wokół łącznika. Najczęściej łącznik warstwowy ma cztery położenia pokrętła. Styki ruchome wykonane są z brązu, a stałe z mosiądzu. Styki pokryte są dodatkowo cienką warstwą srebra dla polepszenia ich właściwości przewodzących. Łączniki warstwowe stosowane są najczęściej w rozdzielnicach jako rozłączniki, a w maszynach, układach sterowania, w instalacjach oświetleniowych i kolejnictwie jako przełączniki. Łączniki warstwowe nie wyłączają prądów zwarciowych dla tego powinny współpracować z bezpiecznikami lub wyłącznikami nadmiarowymi. Posiadają dużą zdolność łączeniową, nawet do 900 łączeń na godzinę, co powoduje że są przystosowane wybitnie do pracy manewrowej.